# Cola selengana
Cola selengana är en malvaväxtart som beskrevs av Germain. Cola selengana ingår i släktet Cola och familjen malvaväxter. Inga underarter finns listade i Catalogue of Life.